# Görög Ferenc
Görög Ferenc (Szászváros, 1881. június 21. – Kolozsvár, 1970. szeptember 18.) romániai magyar történetíró, szerkesztő.

## Élete
Szülővárosában a Kuun Kollégiumban érettségizett (1899), a kolozsvári egyetem bölcsészeti karán A két Rákóczy György fönnhatósági joga a két [román] vajdaság fölött (Budapest 1904) című dolgozatával történelem–oklevéltan tárgykörből doktorátust, majd történelem–latin szakos tanári oklevelet szerzett (1906). 1903 őszétől 1925-ig a szászvárosi Kuun Kollégium tanára, közben igazgatója is volt. A kollégium bezárása után 1925 szeptemberétől 1929 áprilisáig a Temesvári Agrár Takarékpénztár Rt. nagyszebeni fiókjának tisztviselője, majd a kolozsvári Minerva Irodalmi és Nyomdai Műintézetnél cégjegyző igazgató volt 1944 novemberéig, amikor nyugdíjazták.
Diákkorában Szádeczky-Kardoss Lajos biztatására másolta le és közölte a Farkas utcai templom egyleveles nyomtatványait (Irodalomtörténeti Közlemények, Budapest, 1901/1); ugyancsak Szádeczky irányította figyelmét a román–magyar történelmi kapcsolatok kutatására, legtöbb tanulmánya e témakörbe vág. Összeállította A szászvárosi ref. Kún Kollégium Emlékkönyvét (Kv. 1925), az 1930-as években a Minerva Rt. Népkönyvtár- és Jutalomkönyv-akcióit vezette, s a nagyközönségnek szóló népszerűsítő kiadványokat írt és szerkesztett. A magyar nemzet története (Kolozsvár 1935) című kétrészes illusztrált munkájának szerepe volt az ifjabb nemzedékek tudatának kialakításában. Az 1930-ban megindított Minerva Népkönyvtár hat füzetét (Petőfi Sándor verseiből; Tatárok torkában; Házi kincstár; Hasznos tudnivalók; Három tenger partjai között; Nevessünk!) írta, illetve szerkesztette. Tüzes lelkek címmel (Kolozsvár 1932) Gramantik Margittal együtt kommentárokkal ellátott magyar történelmi elbeszélésantológiát állított össze többek közt Kovács Dezső, Gyallay Pap Domokos, Török Sándor írásaiból. Életrajzzal, magyarázatokkal kiadta Arany (Válogatott költeményei, Kolozsvár 1936; Elbeszélő költeményei. Kolozsvár 1937) és Petőfi (Költeményei. Kolozsvár 1938; János Vitéz – A helység kalapácsa – Bolond Istók. Kolozsvár 1938) műveit.
A Hunyadmegyei Történelmi és Régészeti Társulat, EKE, EMKE és Erdélyi Néprajzi Múzeum választmányi tagja volt. Tanulmányait, cikkeit az Erdélyi Múzeum, Egyetemi Lapok, Szászváros, a budapesti Századok, majd a Pásztortűz, Brassói Lapok (1926–27), Magyar Nép (1929–39), Erdélyi Magyar Naptár (1930–38), valamint a kollégiumi értesítők közölték. Még diákéveitől barátság fűzte Petru Grozához, aki értékelte történészi munkásságát.

## Műveinek listája
- A két Rákóczy György fönnhatósági joga a két [román] vajdaság fölött (Budapest, 1904)
- A két [román] vajda Báthory Zsigmondnak tett hűségesküje (Déva, 1905)
- Báthory Gábor és Bethlen viszonya a két [román] vajdasághoz (Kolozsvár, 1905)
- A szászvárosi református Kún Kollégium Emlékkönyve (Kolozsvár, 1925)
- Három tenger partjai között (Minerva Népkönyvtár. Kolozsvár, 1930)
- Tatárok torkában (Minerva Népkönyvtár. Kolozsvár, 1930)
- Házi kincstár. Hasznos tudnivalók a mindennapi életben. Összegyűjtötte. (Minerva Népkönyvtár. Kolozsvár, 1930)
- Nevessünk! Elbeszélések. Összegyűjtötte. (Minerva Népkönyvtár. Kolozsvár, 1930)
- Tüzes lelkek (Kolozsvár, 1932)
- A magyar nemzet története. I–II. köt. I. Az őskortól a mohácsi vészig. II. A mohácsi vésztől napjainkig. (Kolozsvár, 1935)
- Arany János válogatott költeményei. Szerk., a bevezető tanulmányt írta. (Kolozsvár, 1936)
- Arany János elbeszélő költeményei. Szerk., a bevezető tanulmányt írta. (Kolozsvár, 1937)
- Petőfi Sándor: János vitéz. – A helység kalapácsa. – Bolond Istók. Szerk., a bevezető tanulmányt írta. (Kolozsvár, 1938)
- Petőfi Sándor költeményei. Szerk., a bevezető tanulmányt írta. (Kolozsvár, 1938)
- Petőfi Sándor verseiből
- Básta kora (kézirat)
- Szászváros város és szék vázlatos története 1690-ig (kézirat)